# Douglas Wilson
Pour les articles homonymes, voir Wilson.
Temple de la renommée : 2020
Douglas Frederick Wilson (né le 5 juillet 1957 à Ottawa, en Ontario au Canada) est un dirigeant et un joueur professionnel canadien de hockey sur glace qui évoluait au poste de défenseur.

## Biographie
Né à Ottawa, Doug Wilson suit les traces de son frère Murray et joue en junior pour les 67 d'Ottawa. En 1977, il est nommé dans la première équipe d'étoiles de l'OMJHL ; il est ensuite sélectionné à la 6e position par les Black Hawks de Chicago lors du repêchage de la LNH et à la 5e position par les Racers d'Indianapolis au cours du repêchage de l'AMH. Il suit à nouveau les pas de son frère qui joue dans la Ligue nationale de hockey et, à la suite du camp d'entraînement des Black Hawks, il gagne sa place de titulaire au sein de la défense de Chicago pour la saison 1977-1978.
Au cours de sa carrière dans la LNH, il joue pour Chicago de 1977 à 1991 avant d'être échangé pour ses deux dernières saisons professionnelles à la nouvelle franchise des Sharks de San José dont il devient le premier capitaine. En 16 saisons, il remporte le trophée James-Norris du meilleur défenseur de la ligue en 1981-1982, saison au cours de laquelle il est aussi nommé dans la première équipe d'étoiles. En 1985 et en 1990, il est nommé dans la deuxième équipe d'étoiles et participe à dix Matchs des étoiles en 1982, 1983, 1984, 1985, 1986, 1990 et 1992.
Outre sa carrière en club, il participe à la Coupe Canada en 1984 qu'il remporte avec l'équipe nationale canadienne et au Rendez-Vous '87 qui oppose une sélection de la LNH à l'équipe d'URSS de hockey sur glace. Au cours de sa carrière, il devient membre de l'association des joueurs de la Ligue nationale de hockey (NHLPA), association créée pour défendre les droits des joueurs de la LNH et dont il devient président entre 1992 et 1993.
Après sa retraite de joueur, il devient le directeur général des Sharks de San José en 2003.
En 2020, il est intronisé au Temple de la renommée du hockey.

## Statistiques
| Saison     | Équipe                 | Ligue      |      | Saison régulière | Saison régulière | Saison régulière | Saison régulière | Saison régulière |    | Séries éliminatoires | Séries éliminatoires | Séries éliminatoires | Séries éliminatoires | Séries éliminatoires |
| Saison     | Équipe                 | Ligue      | PJ   | B                | A                | Pts              | Pun              | PJ               | B  | A                    | Pts                  | Pun                  |                      |                      |
| 1974-1975  | 67 d'Ottawa            | OHA        | 55   | 29               | 58               | 87               | 75               |                  |    |                      |                      |                      |                      |                      |
| 1975-1976  | 67 d'Ottawa            | OHA        | 58   | 26               | 62               | 88               | 142              |                  |    |                      |                      |                      |                      |                      |
| 1976-1977  | 67 d'Ottawa            | OHA        | 43   | 25               | 54               | 79               | 85               |                  |    |                      |                      |                      |                      |                      |
| 1977-1978  | Black Hawks de Chicago | LNH        | 77   | 14               | 20               | 34               | 72               | 4                | 0  | 0                    | 0                    | 0                    |                      |                      |
| 1978-1979  | Black Hawks de Chicago | LNH        | 56   | 5                | 21               | 26               | 37               | --               | -- | --                   | --                   | --                   |                      |                      |
| 1979-1980  | Black Hawks de Chicago | LNH        | 73   | 12               | 49               | 61               | 70               | 7                | 2  | 8                    | 10                   | 6                    |                      |                      |
| 1980-1981  | Black Hawks de Chicago | LNH        | 76   | 12               | 39               | 51               | 80               | 3                | 0  | 3                    | 3                    | 2                    |                      |                      |
| 1981-1982  | Black Hawks de Chicago | LNH        | 76   | 39               | 46               | 85               | 54               | 15               | 3  | 10                   | 13                   | 32                   |                      |                      |
| 1982-1983  | Black Hawks de Chicago | LNH        | 74   | 18               | 51               | 69               | 58               | 13               | 4  | 11                   | 15                   | 12                   |                      |                      |
| 1983-1984  | Black Hawks de Chicago | LNH        | 66   | 13               | 45               | 58               | 64               | 5                | 0  | 3                    | 3                    | 0                    |                      |                      |
| 1984-1985  | Black Hawks de Chicago | LNH        | 78   | 22               | 54               | 76               | 44               | 12               | 3  | 10                   | 13                   | 12                   |                      |                      |
| 1985-1986  | Black Hawks de Chicago | LNH        | 79   | 17               | 47               | 64               | 80               | 3                | 1  | 1                    | 2                    | 2                    |                      |                      |
| 1986-1987  | Blackhawks de Chicago  | LNH        | 69   | 16               | 32               | 48               | 36               | 4                | 0  | 0                    | 0                    | 0                    |                      |                      |
| 1987-1988  | Blackhawks de Chicago  | LNH        | 27   | 8                | 24               | 32               | 28               | --               | -- | --                   | --                   | --                   |                      |                      |
| 1988-1989  | Blackhawks de Chicago  | LNH        | 66   | 15               | 47               | 62               | 69               | 4                | 1  | 2                    | 3                    | 0                    |                      |                      |
| 1989-1990  | Blackhawks de Chicago  | LNH        | 70   | 23               | 50               | 73               | 40               | 20               | 3  | 12                   | 15                   | 18                   |                      |                      |
| 1990-1991  | Blackhawks de Chicago  | LNH        | 51   | 11               | 29               | 40               | 32               | 5                | 2  | 1                    | 3                    | 2                    |                      |                      |
| 1991-1992  | Sharks de San José     | LNH        | 44   | 9                | 19               | 28               | 26               | --               | -- | --                   | --                   | --                   |                      |                      |
| 1992-1993  | Sharks de San José     | LNH        | 42   | 3                | 17               | 20               | 40               | --               | -- | --                   | --                   | --                   |                      |                      |
| Totaux LNH | Totaux LNH             | Totaux LNH | 1024 | 237              | 590              | 827              | 830              | 95               | 19 | 61                   | 80                   | 86                   |                      |                      |